# پتومیهای‌فا
{{Infobox Hungarian settlement
|name=پِتومیهای‌فا
|image=Pmihályfa01.jpg
|képméret=250px
|caption=
|region=Nyugat-Dunántúl
|county=واش
|subregion=واش‌وار
|rank=روستا|postal_code=۹۸۲۶
|area_code=۹۴
|area_total_km2=۹٫۹۵
|coordinates=۴۶°۵۸′۵۱٫۱۰″ شمالی ۱۶°۴۷′۱۱٫۰۸″ شرقی / ۴۶٫۹۸۰۸۶۱۱°شمالی ۱۶٫۷۸۶۴۱۱۱°شرقیپِتومیهای‌فا (به مجاری:  Petőmihályfa) یک شهرداری در مجارستان است که در واش واقع شده‌است. پتومیهای‌فا ۹٫۹۵ کیلومتر مربع مساحت دارد.